# Nunatak Narvskij
Nunatak Narvskij är en nunatak i Antarktis. Den ligger i Östantarktis. Australien gör anspråk på området. Toppen på Nunatak Narvskij är 356 meter över havet.
Terrängen runt Nunatak Narvskij är kuperad västerut, men österut är den platt. Trakten är obefolkad. Det finns inga samhällen i närheten.